# Тяжёлый (посёлок)
Тяжёлый — бывший посёлок рудника располагавшийся на территории современного Саткинского района Челябинской области России. В 1942 году в месте с посёлками имени ОГПУ и Катавка был объединён в один населённый пункт рабочий посёлок Рудничный. В 1951 году вместе с посёлком Рудничным и рабочим посёлком Бакал был объединен в один населённый пункт город Бакал.
Территория бывшего посёлка образует отдельный внутригородской микрорайон Иркускан города Бакала.

## География
Осевая улица — Кооперативная, является частью автодороги 75К-198.
Посёлок имеет линейную (ленточную, линеарную) планировку, вытянутую в одном направлении.

## История
Посёлок возник в 1757 году при разработке на горе Иркускан одного из Бакалинских рудников — Тяжёлого.
По данным на 1926 год рудник Тяжёлый учитывался в составе общего рудника Бакальский (в него также входил Успенский рудник). В административном отношении входил в состав Рудничного сельсовета Саткинского района Златоустовского округа Уральской области.
Указом ПВС РСФСР от 12 сентября 1942 года посёлки имени ОГПУ, Катавка и рудника Тяжёлый были объединены в посёлок Рудничный.

## Инфраструктура
Личное подсобное хозяйство с зоной сельскохозяйственного использования, индивидуальная застройка усадебного типа.

## Достопримечательности
Восточно-Буландинский карьер рудника Иркускан на восточном склоне хребта Буландиха.
Несколько фотоснимков Прокудина-Горского посвящены руднику Тяжёлому.

## Транспорт
Автобусное сообщение. Остановки общественного транспорта «Посёлок Иркускан», «Улица Матросова».